# Нарендорф
Нарендорф (нем. Nahrendorf) — община в Германии, в земле Нижняя Саксония.
Входит в состав района Люнебург. Подчиняется управлению Даленбург. Население составляет 1370 человек (на 31 декабря 2010 года). Занимает площадь 44,04 км².